# Wahlenbergia pauciflora
Wahlenbergia pauciflora är en klockväxtart som beskrevs av A.Dc. Wahlenbergia pauciflora ingår i släktet Wahlenbergia och familjen klockväxter. Inga underarter finns listade i Catalogue of Life.